# Lúcio Valério Flaco (cônsul em 195 a.C.)
Lúcio Valério Flaco (m. 180 a.C.; em latim: Lucius Valerius Flaccus) foi um político da gente Valéria da República Romana eleito cônsul em 195 a.C. com Catão, o Velho. Flaco foi eleito cônsul em 195 a.C. com seu grande amigo Catão, o Velho, o qual introduziu na elite da política romana. Era um patrício, filho do cônsul de 227 a.C. Públio Valério Flaco e irmão do flâmine Caio Valério Flaco que se converteu em amigo, patrocinador e aliado político do jovem soldado plebe Marco Pórcio Catão, que entraria para a história como Catão, o Velho, ou Catão, o Censor, nos primeiros anos da Segunda Guerra Púnica. Tinham comum entre eles um conservadorismo política e perspectivas culturais. Ambos defendiam os ideais políticos e militares da velha geração e ambos encontraram em Fábio Máximo a representação exata destes valores.

## Primeiros anos
Flaco é, possivelmente, o mesmo "Valério Flaco" que foi tribuno militar em 212 a.C., servindo sob a liderança do cônsules Quinto Fúlvio Flaco e Ápio Cláudio Pulcro na Batalha de Benevento, que terminou com a captura do acampamento do general cartaginês Hanão, o Velho.
Flaco foi eleito edil curul em 201 a.C. e, no ano seguinte, pretor na Sicília. É provável também ele seja o "Lúcio Valério Flaco" que serviu como legado do pretor Lúcio Fúrio Purpúreo na Gália Cisalpina em 200 a.C..
Em 195 a.C., mesmo ano do seu consulado, foi nomeado pontífice no lugar de Marco Cornélio Cetego.

## Consulado (195 a.C.)
Foi eleito cônsul em 195 a.C. com Catão, e recebeu a Itália como sua província. No verão, continuou a guerra contra os boios da Gália Cisalpina e os derrotou, matando mais de 8 000 inimigos, cujo exército se dispersou. depois passou o resto de sua magistratura às margens do rio Pó, entre Placência e Cremona, restaurando o que havia sido destruído pela guerra.

## Anos seguintes
Flaco permaneceu no norte da Itália no ano seguinte como procônsul e, nos arredores de Mediolano (moderna Milão), lutou com sucesso contra gauleses, ínsubres e boios, que haviam cruzo o Pó liderados por seu novo comandante, Dorulaco: segundo Lívio, 10 000 foram mortos.
Esteve na Batalha de Termópilas em 191 a.C., na qual Antíoco III foi derrotado. Em seguida, apesar de seu status consular, foi legado do cônsul Mânio Acílio Glabrião durante a Guerra Etólia. Com 2 000 soldados da infantaria romana, recebeu ordens de ocupar Rodúncia e Tiquiunte. Seus inimigos, por um erro, se aproximaram demais de seu acampamento e, ao perceberem, se puseram em fuga desordenada. Flaco os perseguiu e os trucidou.
Como triúnviro em 190 a.C., fortaleceu as cidades de Placência e Cremona e, no ano seguinte, fundou a cidade de Bonônia (moderna Bolonha) como uma colônia romana. Seus companheiros eram Marco Atílio Serrano (pretor em 174 a.C.) e Lúcio Valério Tapão (pretor em 192 a.C.).
Numa eleição bastante concorrida, foi eleito censor com Catão em 184 a.C. e, no mesmo ano, foi nomeado príncipe do senado no lugar de Cipião Africano. Politicamente, foi um grande conservador e se uniu a Catão na defesa da tradição romana frente ao cada vez mais influente helenismo. O mandato dos dois ficou conhecido pela severidade: Lúcio Quíncio Flaminino, o cônsul em 192 a.C., foi expulso do Senado Romano; Cipião Asiático, cônsul em 190 a.C., perdeu seu status equestre e os contratos públicos sofreram muitas restrições.
Morreu como pontífice em 180 a.C. e foi sucedido por Quinto Fábio Labeão.